# Chancenay
Chancenay is een gemeente in het Franse departement Haute-Marne (regio Grand Est). De plaats maakt deel uit van het arrondissement Saint-Dizier. Chancenay telde op 1 januari 2022 1.013 inwoners.

## Geografie
De oppervlakte van Chancenay bedroeg op 1 januari 2022 9,86 vierkante kilometer; de bevolkingsdichtheid was toen 102,7 inwoners per km².

## Demografie
Onderstaande figuur toont het verloop van het inwonertal (bron: INSEE-tellingen).